# Menhir von Cae Coch

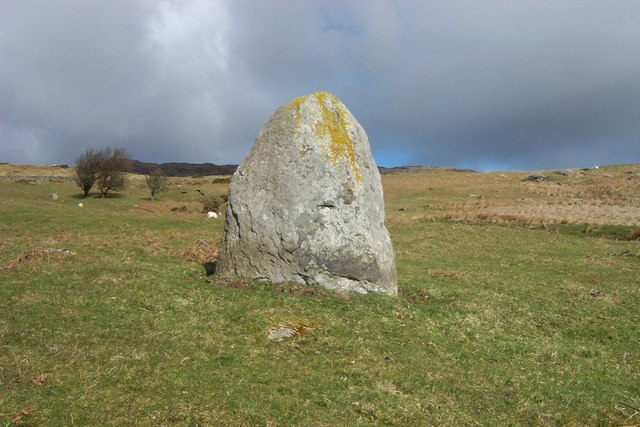
Menhir von Cae Coch

Der bronzezeitliche Menhir von Cae Coch [kɑːɨ̯ koːχ] steht unmittelbar nördlich des Weges, der einst die Römerstraße Sarn Helen zwischen Caerhun und Caernarfon bildete, südöstlich des Berges Tal-y-Fan, westlich von Rowen in Gwynedd Wales.
Der etwa 1,5 Meter hohe Menhir (englisch Standing stone) ist eines von mehreren prähistorischen Denkmälern auf einer west-östlichen Linie entlang der Südhänge des Tal-y-Fan.
Der Stein befindet sich auf einem niedrigen Hügel und ist ziemlich breit, seine Längsachse ist etwa Ost-West ausgerichtet.
In der Nähe befinden sich der Menhir am Bwlch y Ddeufaen im Westen und die Kammergräber von Maen y Bardd und Rhiw im Osten.